# The Best of 1980–1990
《The Best of 1980–1990》은 1998년 11월 2일에 발매된 아일랜드의 록 밴드 U2의 첫 번째 컴필레이션 음반이다. 이 음반은 대부분 1980년대 그룹의 히트 싱글들을 포함하고 있지만, 새로운 음반인 〈Sweetest Thing〉뿐만 아니라 라이브 스테이플에도 섞여 있다. 1999년 4월, 동반 비디오(뮤직 비디오와 라이브 영상 촬영)가 발매되었다. 이 음반은 2002년에 또 다른 컴필레이션 《The Best of 1990–2000》에 이은 것이다.
스페셜 B-사이드 디스크를 수록한 한정판이 싱글 디스크 버전보다 일주일 먼저 발매되었다. 발매 당시 공식적으로는 두 장의 디스크 음반이 발매 첫 주에 발매되고 나서 매장에서 철수한다는 것이었다. 이 칙령은 결코 실현되지 않았지만, 그것은 두 개의 디스크 버전이 매우 높은 수요에 있는 결과를 낳았다. 두 버전 모두 빌보드 200에서 차트 2위를 차지했으며, 이 두 디스크 버전은 237,500장이 팔린 그룹의 컴필레이션 음반으로 미국에서 첫 주 판매 기록을 세웠다.
커버에 찍힌 소년은 보노의 친구 그리고 버진 프룬스 멤버인 구기(본명 데릭 로웬)의 동생 피터 로웬이다. 그는 또한 이 밴드의 첫 세 음반 중 하나인 초기 EP 《Three》와 두 음반(《Boy》와 《War》), 《Early Demos》의 커버에 등장한다.

## 상업적 반응
| 전문가 평가                   | 전문가 평가 |
| 평가 점수                     | 평가 점수   |
| 출처                          | 점수        |
| ----------------------------- | ----------- |
| Allmusic (Standard edition)   | [ 2 ]       |
| Allmusic (The B sides)        | [ 3 ]       |
| Christgau's Consumer Guide    | [ 4 ]       |
| Entertainment Weekly          | B           |
| The Rolling Stone Album Guide | [ 6 ]       |

미국에서는 이 음반의 더블 디스크 버전(《The Best of 1980-1990/The B-Sides》)이 데뷔하여 1998년 11월 21일 주 동안 빌보드 200에서 2위로 정점을 찍었으며, 237,500장이 팔렸다. 이것은 닐슨 사운드스캔 시대의 그룹에 의한 최고의 히트곡 모음으로 베스트셀러 오프닝 주에 새로운 기록을 세웠다. 다음 주에는 5위로 떨어졌고, 싱글 디스크 버전은 57위로 차트에 진입했다. 싱글 디스크 버전은 나중에 빌보드 200에서 4위로 정점을 찍었다. 《The Best of 1980-1990/The B-Sides》는 17주 동안 차트에 머물렀고, 싱글 디스크 버전은 44주 동안 차트에 있었다. 더블 디스크 버전은 1998년 12월 4일 미국 음반 산업 협회에 의해 더블 플래티넘 인증을 받았으며, 스탠더드 에디션은 2002년 3월 6일 더블 플래티넘 인증을 받았다.
영국에서, 제한된 더블 디스크 버전은 1998년 11월 14일 영국 음반 차트에서 1위로 데뷔했고, 그 다음 주는 2위로 떨어졌다. 그것은 20주 동안 차트에 머물렀다. 싱글 디스크는 1998년 11월 21일 8위로 진입했고, 2주 후 4위로 정점을 찍었다. 그것은 영국에서 126주 동안 차트에 올랐다. 싱글 디스크 버전은 2002년 11월 8일 영국 축음기 협회에 의해 5배 플래티넘 인증을 받았다.
캐나다에서 더블 디스크 버전 발매는 175,000개의 번호를 가진 한정판이 눌려 있었다. 이 음반의 더블 디스크 버전은 1998년 11월 21일 《빌보드》 캐나다 음반 차트에서 1위를 차지했고, 이 버전은 4주 동안 차트에 머물렀다. 그 다음 주, 스탠더드 에디션은 데뷔하여 차트 5위에 올랐고, 그 다음 주에는 8위로 떨어졌다. 싱글 디스크 버전은 15주 동안 차트에 머물렀다.
아일랜드에서 이 음반은 아일랜드 음반 산업 협회가 기록을 세우기 시작한 1993년 이후 가장 높은 싱글 주간 판매량으로 데뷔했다. 이 음반은 아일랜드 음반 차트에서 1위를 차지했고 76주 동안 차트에 머물렀다.

## 곡 목록

### Disc one
모든 곡들은 U2에 의해 작사/작곡하였다.
| #   | 제목                                           | 음반                                    | 재생 시간 |
| --- | ---------------------------------------------- | --------------------------------------- | --------- |
| 1.  | 〈Pride (In the Name of Love)〉                | 《The Unforgettable Fire》 (1984년)     | 3:48      |
| 2.  | 〈New Year's Day〉                             | 《War》 (1983년)                        | 4:17      |
| 3.  | 〈With or Without You〉                        | 《The Joshua Tree》 (1987년)            | 4:55      |
| 4.  | 〈I Still Haven't Found What I'm Looking For〉 | 《The Joshua Tree》                     | 4:38      |
| 5.  | 〈Sunday Bloody Sunday〉                       | 《War》                                 | 4:40      |
| 6.  | 〈Bad〉                                        | 《The Unforgettable Fire》              | 5:50      |
| 7.  | 〈Where the Streets Have No Name〉             | 《The Joshua Tree》                     | 4:35      |
| 8.  | 〈I Will Follow〉                              | 《Boy》 (1980년)                        | 3:36      |
| 9.  | 〈The Unforgettable Fire〉                     | 《The Unforgettable Fire》              | 4:53      |
| 10. | 〈Sweetest Thing〉                             | 비음반 싱글                             | 3:00      |
| 11. | 〈Desire〉                                     | 《Rattle and Hum》 (1988년)             | 2:59      |
| 12. | 〈When Love Comes to Town〉                    | 《Rattle and Hum》                      | 4:17      |
| 13. | 〈Angel of Harlem〉                            | 《Rattle and Hum》                      | 3:49      |
| 14. | 〈All I Want Is You / October〉                | 《Rattle and Hum》 《October》 (1981년) | 6:30 2:21 |

### Disc two
모든 곡들은 특별한 언급이 없는 한 U2에 의해 작사/작곡하였다.
| #   | 제목                                 | 작사·작곡              | 싱글                                           | 재생 시간 |
| --- | ------------------------------------ | ---------------------- | ---------------------------------------------- | --------- |
| 1.  | 〈The Three Sunrises〉               |                        | 〈The Unforgettable Fire〉                     | 3:52      |
| 2.  | 〈Spanish Eyes〉                     |                        | 〈I Still Haven't Found What I'm Looking For〉 | 3:14      |
| 3.  | 〈Sweetest Thing〉                   |                        | 〈Where the Streets Have No Name〉             | 3:03      |
| 4.  | 〈Love Comes Tumbling〉              |                        | 〈The Unforgettable Fire〉                     | 4:40      |
| 5.  | 〈Bass Trap〉                        |                        | 〈The Unforgettable Fire〉                     | 3:31      |
| 6.  | 〈Dancing Barefoot〉                 | 패티 스미스, 이반 크랄 | 〈When Love Comes to Town〉                    | 4:45      |
| 7.  | 〈Everlasting Love〉                 | 버즈 케이슨, 맥 게이든 | 〈All I Want Is You〉                          | 3:20      |
| 8.  | 〈Unchained Melody〉                 | 알렉스 노스, 하이 자렛 | 〈All I Want Is You〉                          | 4:52      |
| 9.  | 〈Walk to the Water〉                |                        | 〈With or Without You〉                        | 4:49      |
| 10. | 〈Luminous Times (Hold on to Love)〉 |                        | 〈With or Without You〉                        | 4:35      |
| 11. | 〈Hallelujah Here She Comes〉        |                        | 〈Desire〉                                     | 4:00      |
| 12. | 〈Silver and Gold〉                  |                        | 〈Where the Streets Have No Name〉             | 4:37      |
| 13. | 〈Endless Deep〉                     |                        | 〈Two Hearts Beat as One〉                     | 2:57      |
| 14. | 〈A Room at the Heartbreak Hotel〉   |                        | 〈Angel of Harlem〉                            | 4:32      |
| 15. | 〈A Celebration〉                    |                        | 〈Angel of Harlem〉                            | 2:33      |

## 인증
| 국가                                                  | 인증        | 판매량/출하량 |
| ----------------------------------------------------- | ----------- | ------------- |
| 아르헨티나 (CAPIF) Standard edition                   | 3× 플래티넘 | 180,000^      |
| 아르헨티나 (CAPIF) + B-Sides                          | 플래티넘    | 60,000^       |
| 오스트레일리아 (ARIA)                                 | 8× 플래티넘 | 560,000^      |
| 오스트리아 (IFPI 오스트리아)                          | 2× 플래티넘 | 100,000*      |
| 벨기에 (BEA)                                          | 6× 플래티넘 | 300,000*      |
| 캐나다 (뮤직 캐나다)                                  | 6× 플래티넘 | 600,000^      |
| 덴마크 (IFPI Danmark)                                 | 플래티넘    | 50,000^       |
| 핀란드 (Musiikkituottajat)                            | 골드        | 29,864        |
| 프랑스 (SNEP)                                         | 2× 플래티넘 | 600,000*      |
| 독일 (BVMI)                                           | 플래티넘    | 500,000^      |
| 그리스 (IFPI 그리스)                                  | 2× 플래티넘 | 60,000^       |
| 헝가리 (MAHASZ)                                       | 골드        |               |
| 이탈리아 (FIMI) sales since 2009                      | 골드        | 25,000*       |
| 일본 (RIAJ)                                           | 2× 플래티넘 | 400,000^      |
| 멕시코 (AMPROFON)                                     | 골드        | 100,000^      |
| 네덜란드 (NVPI)                                       | 플래티넘    | 100,000^      |
| 뉴질랜드 (RMNZ)                                       | 9× 플래티넘 | 135,000^      |
| 노르웨이 (IFPI 노르웨이)                              | 플래티넘    | 50,000*       |
| 폴란드 (ZPAV)                                         | 플래티넘    | 100,000*      |
| 포르투갈 (AFP)                                        | 5× 플래티넘 | 200,000^      |
| 스페인 (PROMUSICAE)                                   | 4× 플래티넘 | 400,000^      |
| 스웨덴 (GLF)                                          | 골드        | 40,000^       |
| 스위스 (IFPI 스위스)                                  | 3× 플래티넘 | 150,000^      |
| 영국 (BPI)                                            | 5× 플래티넘 | 1,500,000^    |
| 미국 (RIAA) Standard edition                          | 2× 플래티넘 | 2,000,000^    |
| 미국 (RIAA) + B-Sides                                 | 2× 플래티넘 | 1,000,000^    |
| 요약                                                  |             |               |
| 유럽 (IFPI)                                           | 7× 플래티넘 | 7,000,000*    |
| *판매량을 기반으로 한 인증 ^출하량을 기반으로 한 인증 |             |               |